# Catedral de Salisbury
La catedral de Salisbury se encuentra en la localidad inglesa de Salisbury, en el condado de Wiltshire. 

## Historia

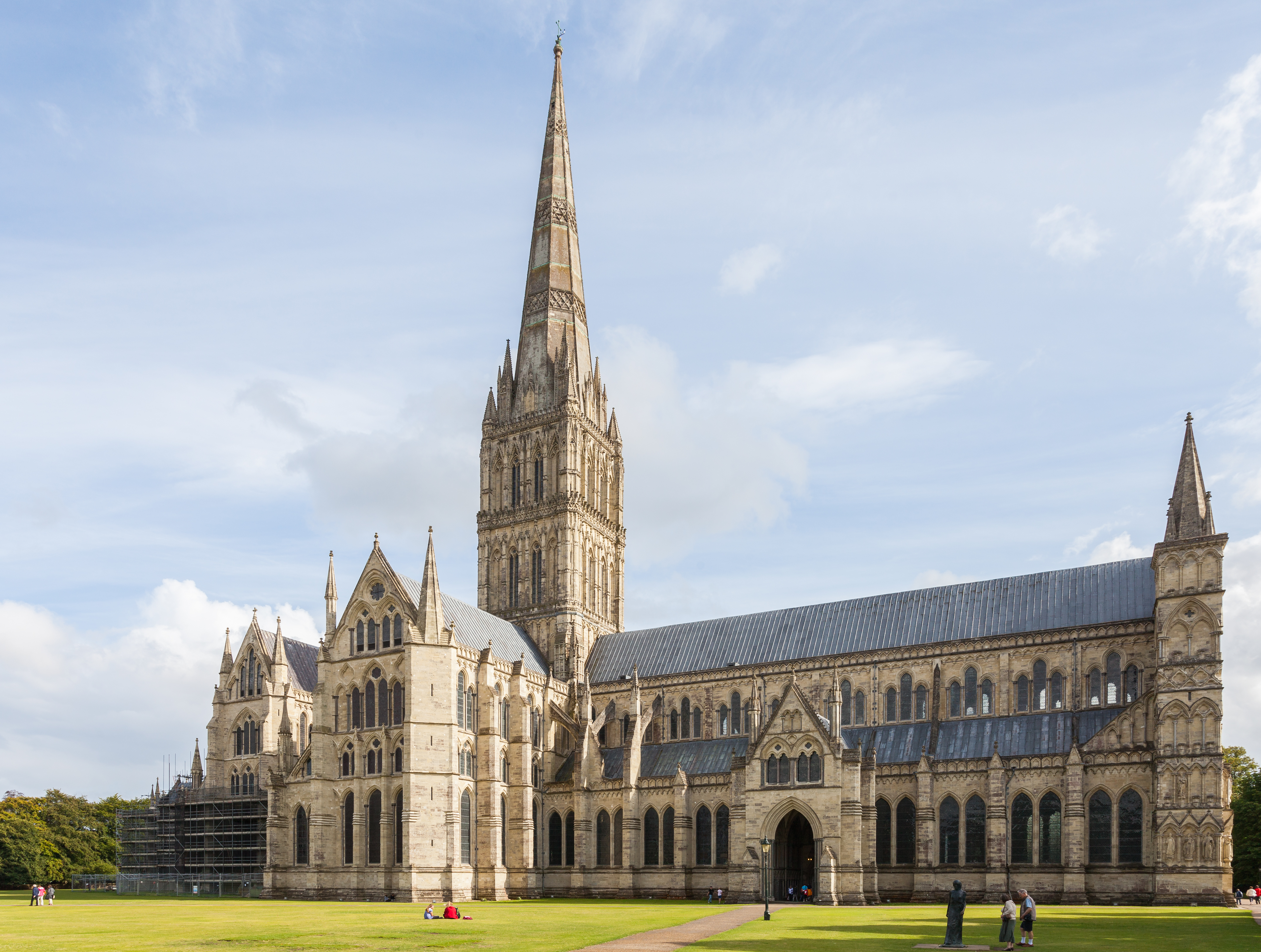
Vista exterior de la catedral.

Su construcción se inició al trasladarse el obispado desde Old Sarum, en 1220, siendo obispo Richard Poore. La construcción de la catedral empezó por el lado oriental. La capilla de Nuestra Señora, la girola de forma rectangular y las naves laterales del presbiterio se terminaron en 1225 y en 1258 se completaron la nave, el crucero y el coro. La nave fue completada en 1258, bajo la dirección de Nicholas de Eboraco (1247-1260), operis magister, y consagrada por el obispo Giles de Bridport (1256-1262). En 1320 se terminó de construir la torre y la aguja. Con una altura de 123 m, la aguja de la catedral de Salisbury es la más alta de toda Inglaterra. La espectacular fachada oeste estuvo acabada en 1265. 
Sin embargo, la aguja que debía dar grandeza a la catedral se convirtió en un auténtico problema. Junto con la torre, añadió 6500 toneladas al peso del edificio. A lo largo de los años se han ido añadiendo diferentes medios de sujeción para evitar que la abadía se derrumbe por el exceso de peso, tal y como ocurrió con la abadía de Malmesbury. 
En 1790, el arquitecto James Wyatt realizó algunos cambios significativos, y controvertidos, en la catedral. Estos cambios incluyeron la sustitución del coro original y la demolición de la torre de la campana que se alzaba una altura de 100 m en la zona noroeste del edificio principal
En el interior, la nave destaca por su gran altura, su inusual estrechez y su marcado ritmo visual gracias al uso de piedra Chilmark gris claro para los muros y mármol Purbeck oscuro y pulido para las columnas. La nave, en toda su longitud, es de estilo gótico inglés temprano de principios del siglo XIII .

## Descripción
La catedral se encuentra aislada en una extensión de terreno de césped, lo que favorece la impresión del conjunto. La planta de la 
catedral tiene forma de doble cruz, con una longitud de 142 m, presenta tres naves cubiertas con arcos de crucería, las naves están 
limitadas por el transepto mayor, con una longitud de 61,5 m, cubierto también con arcos de crucería, tras el transepto mayor se 
encuentra el pequeño coro, el transepto menor, el presbiterio y la cabecera, que de una forma plana, 
habitual en la arquitectura 
gótica inglesa. Destacan también las construcciones anexas al templo del claustro y la sala capitular, con forma octogonal y gran bóveda sostenida por una única columna central.

## Galería de imágenes

Vistas del exterior
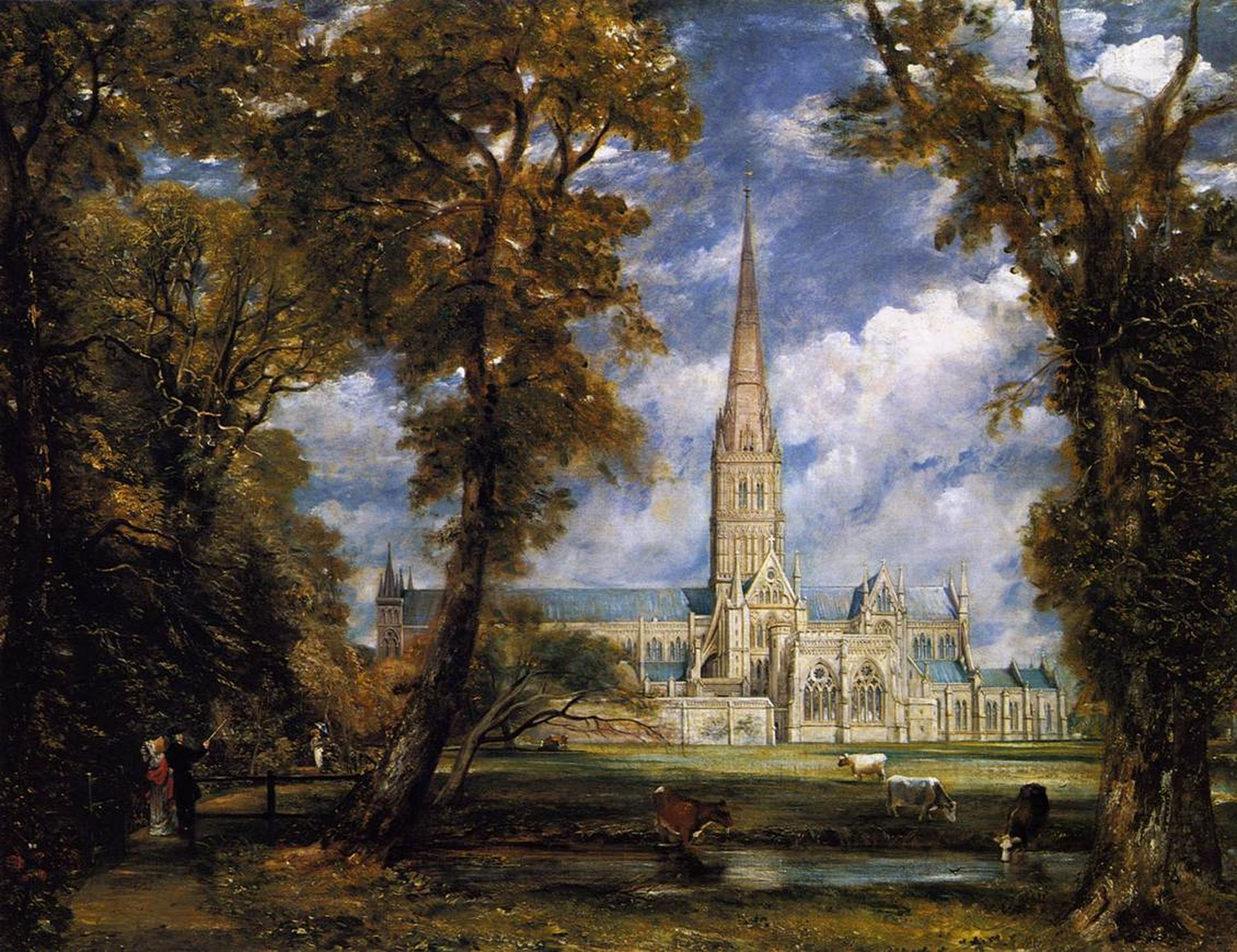
Catedral de Salisbury en una obra de 1825
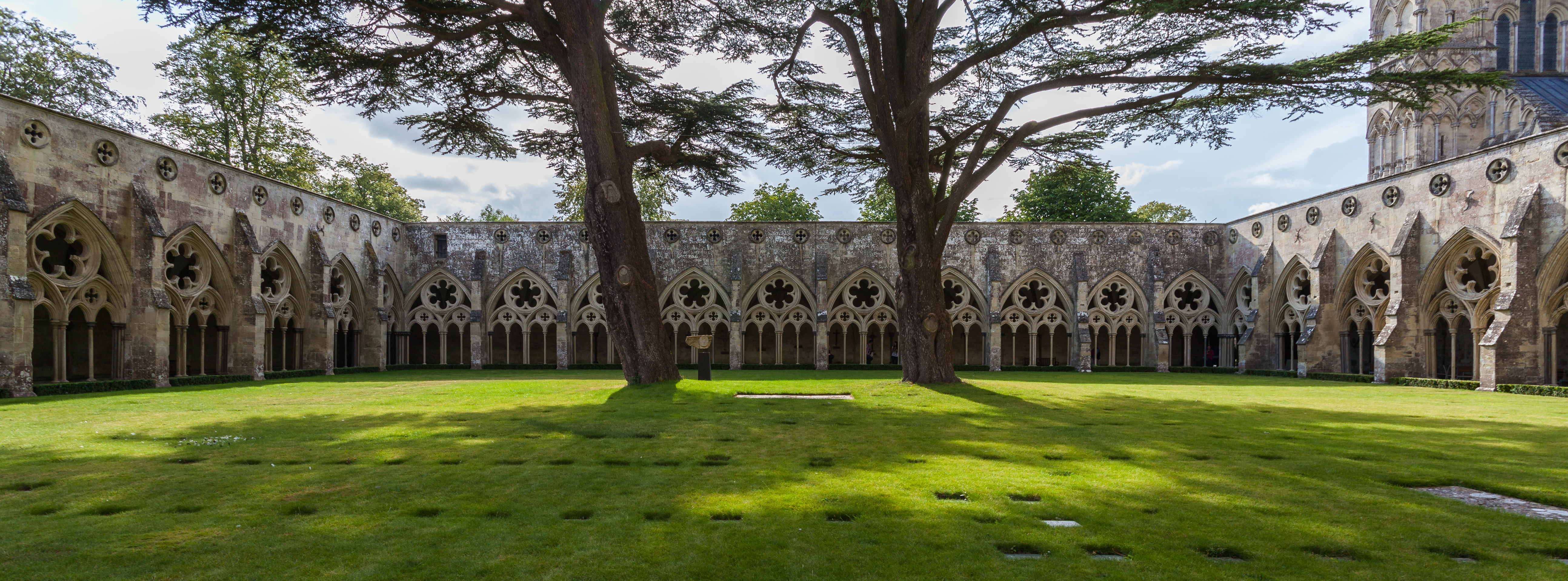
Claustro
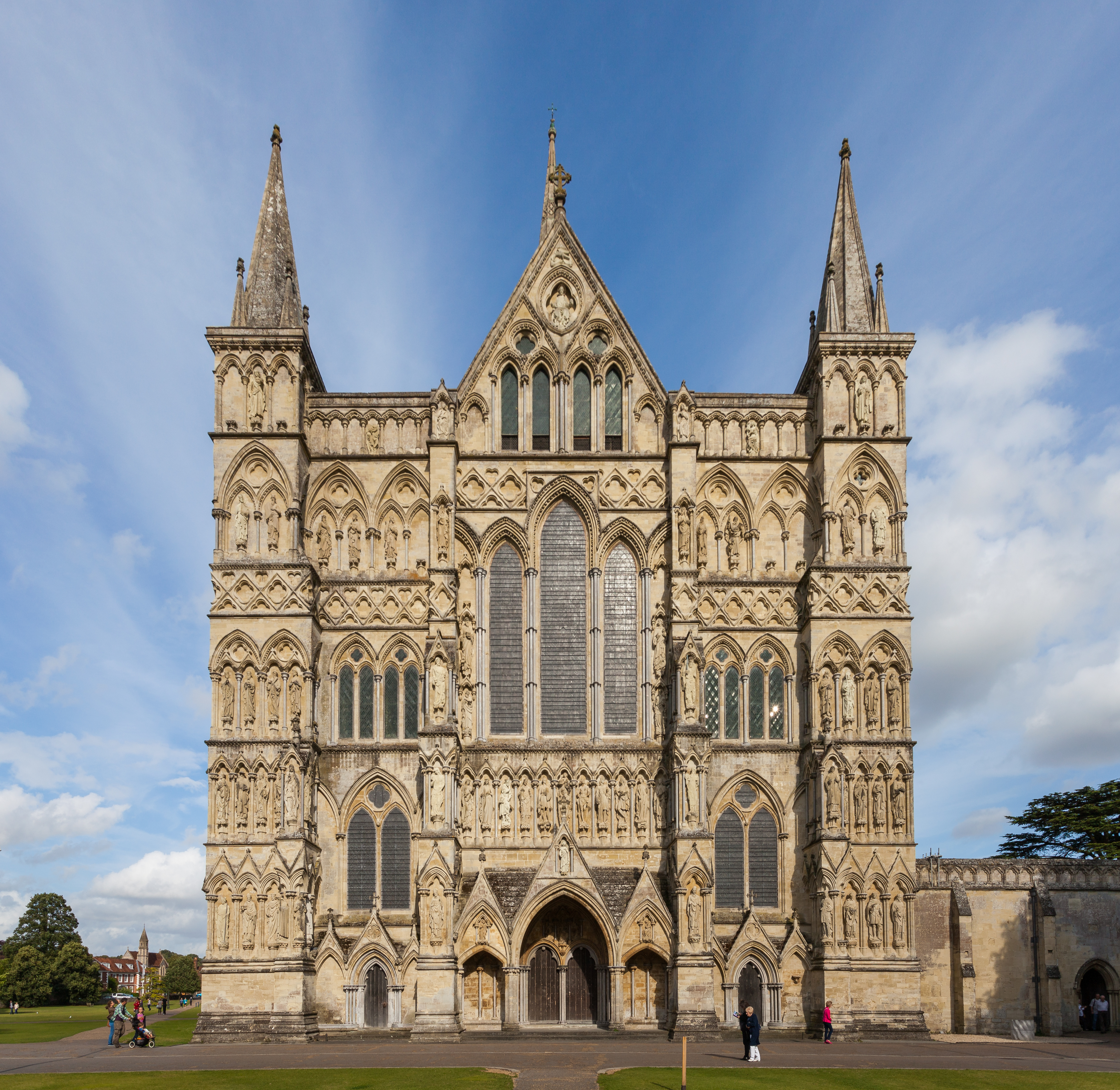
Fachada oeste de la catedral
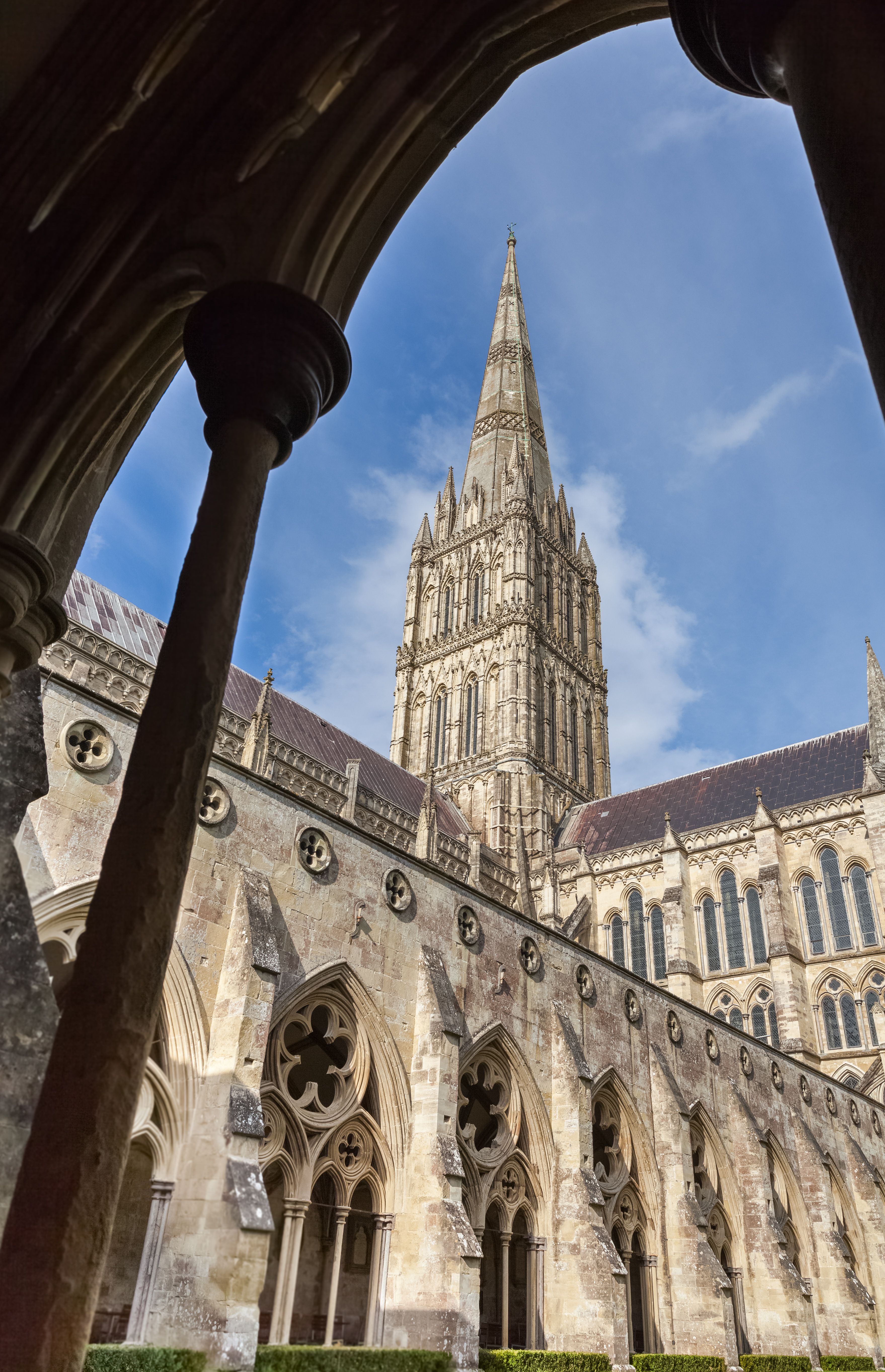
Aguja vista desde el claustro

Vistas del interior
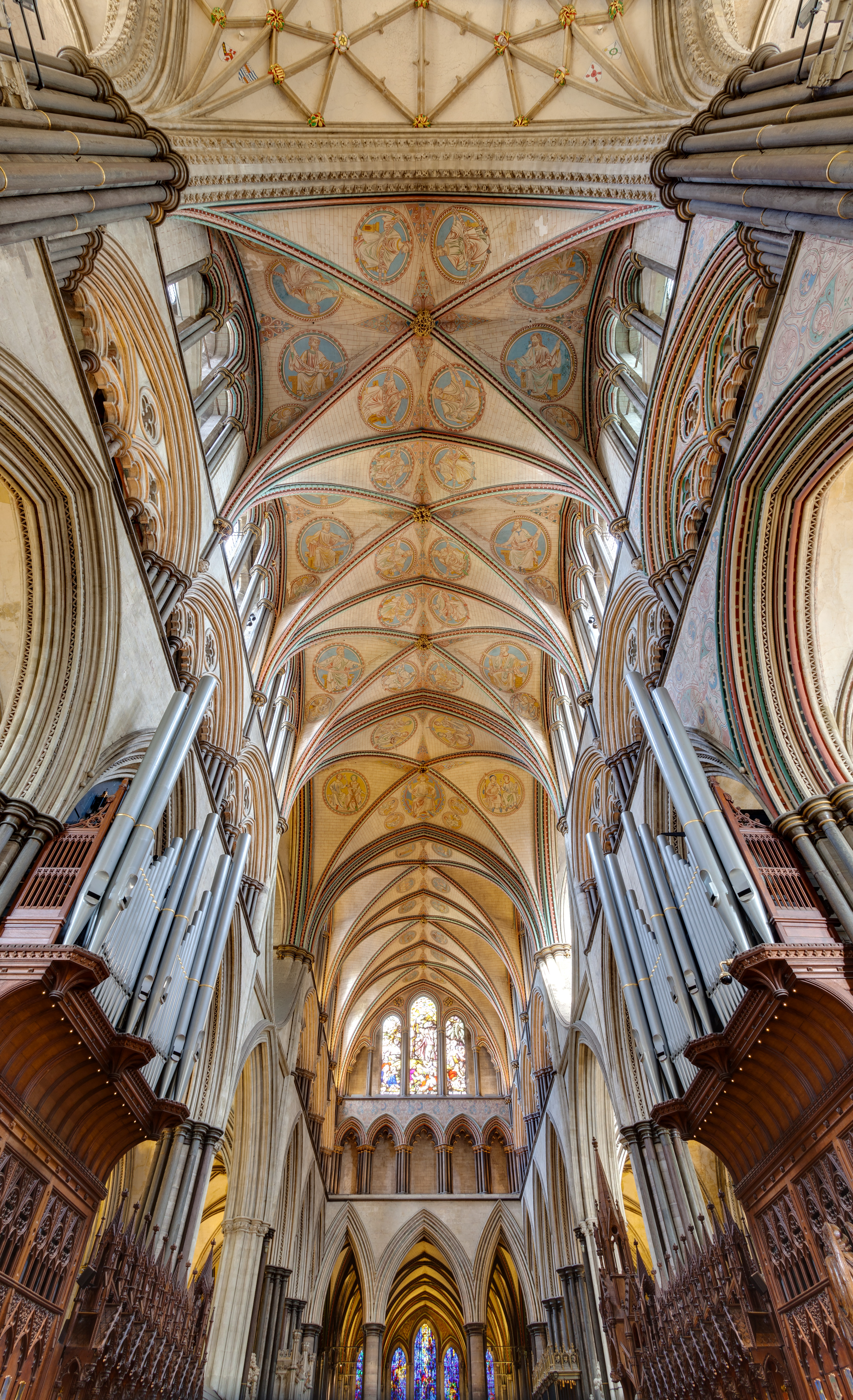
Coro
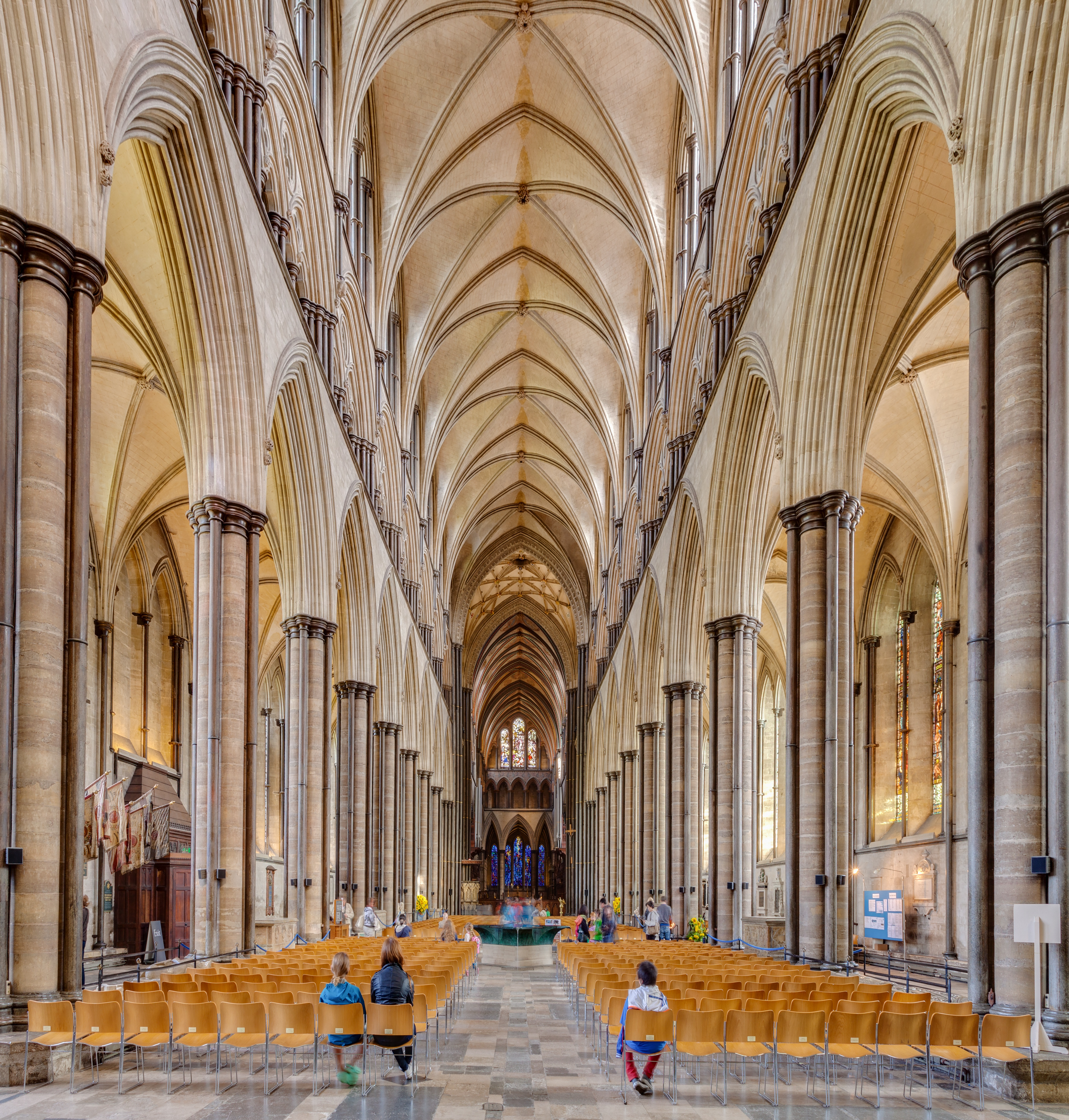
Nave central
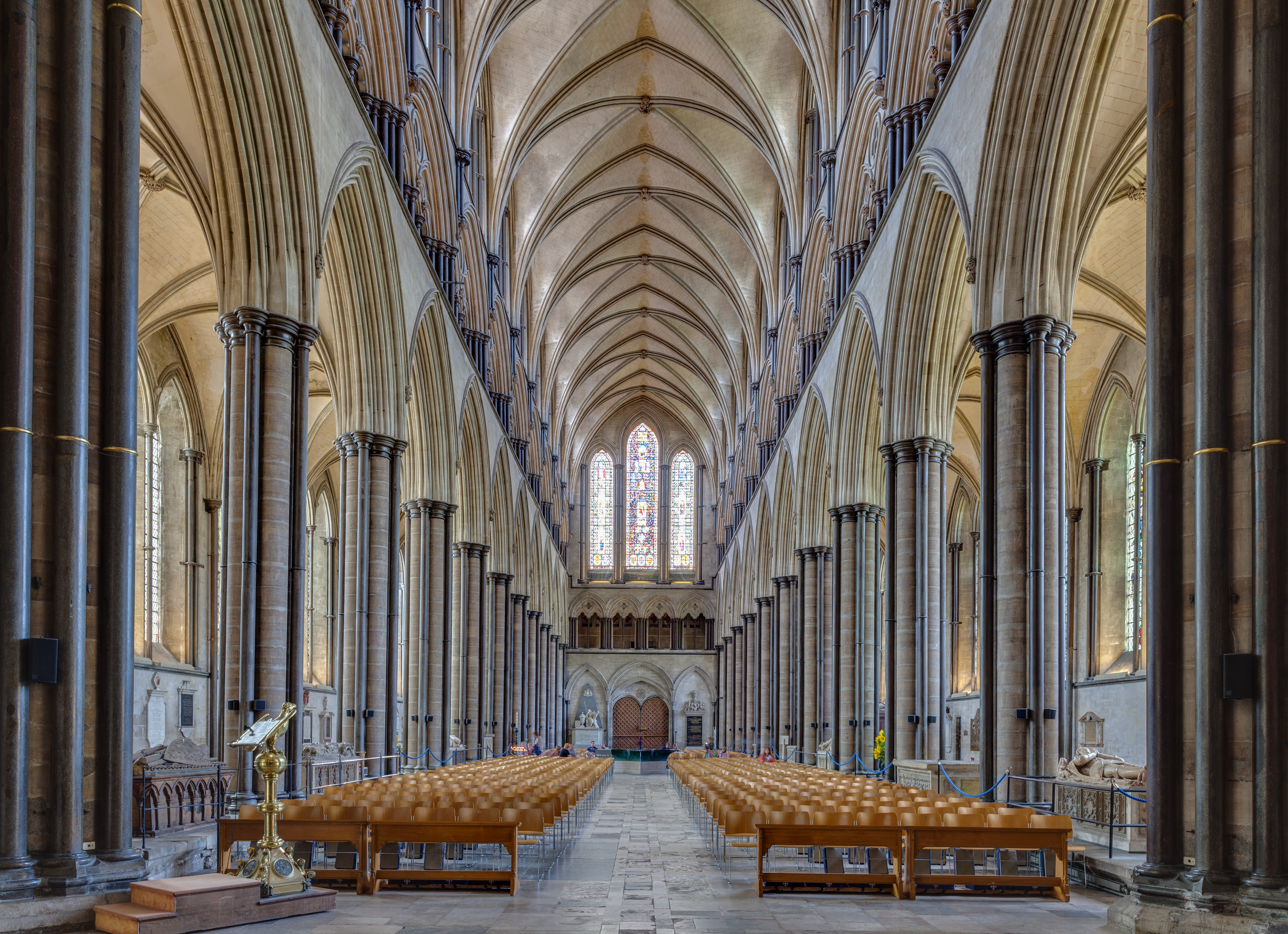
Vista opuesta de la nave central

Detalles
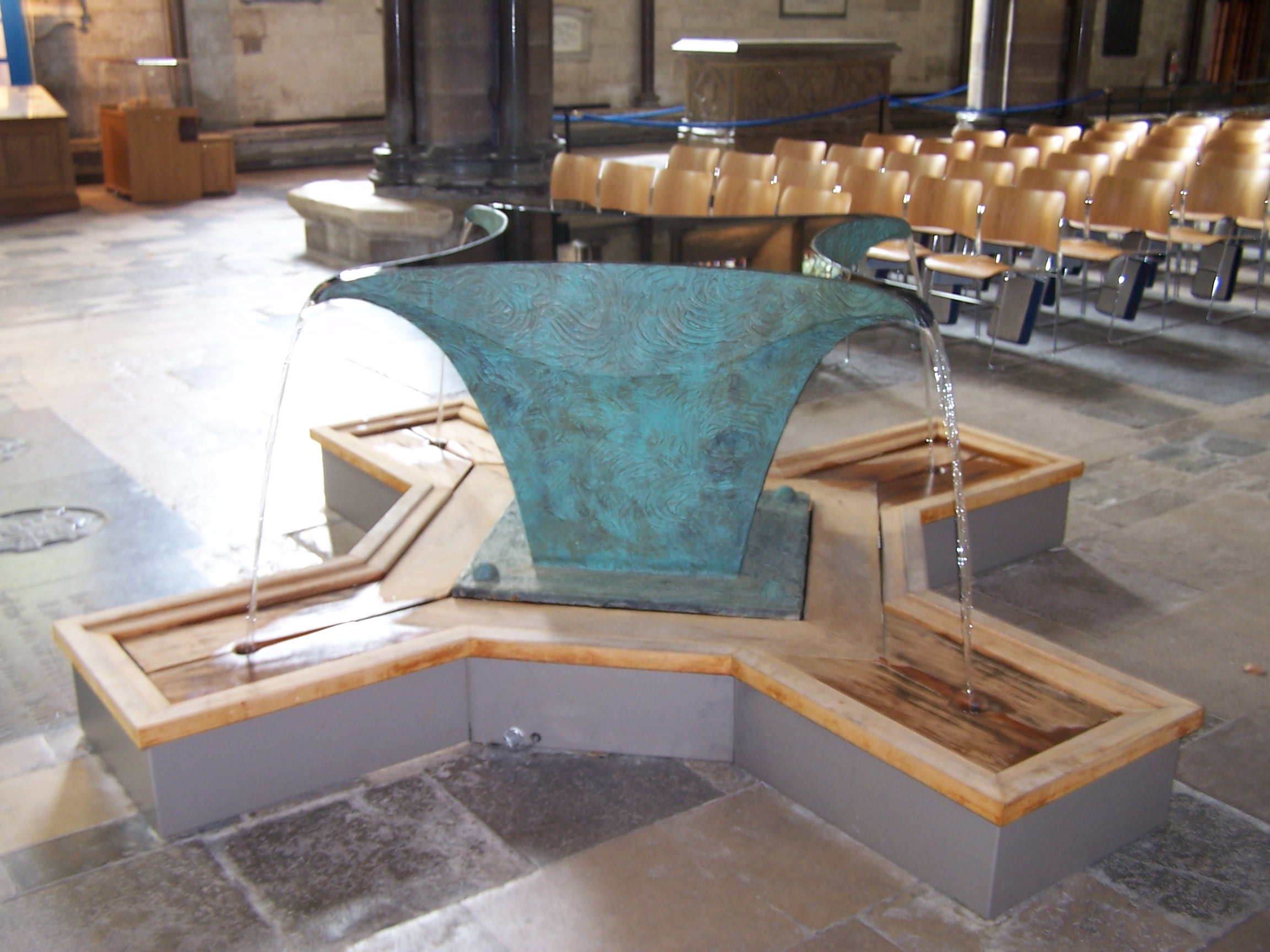
Pila bautismal de la catedral
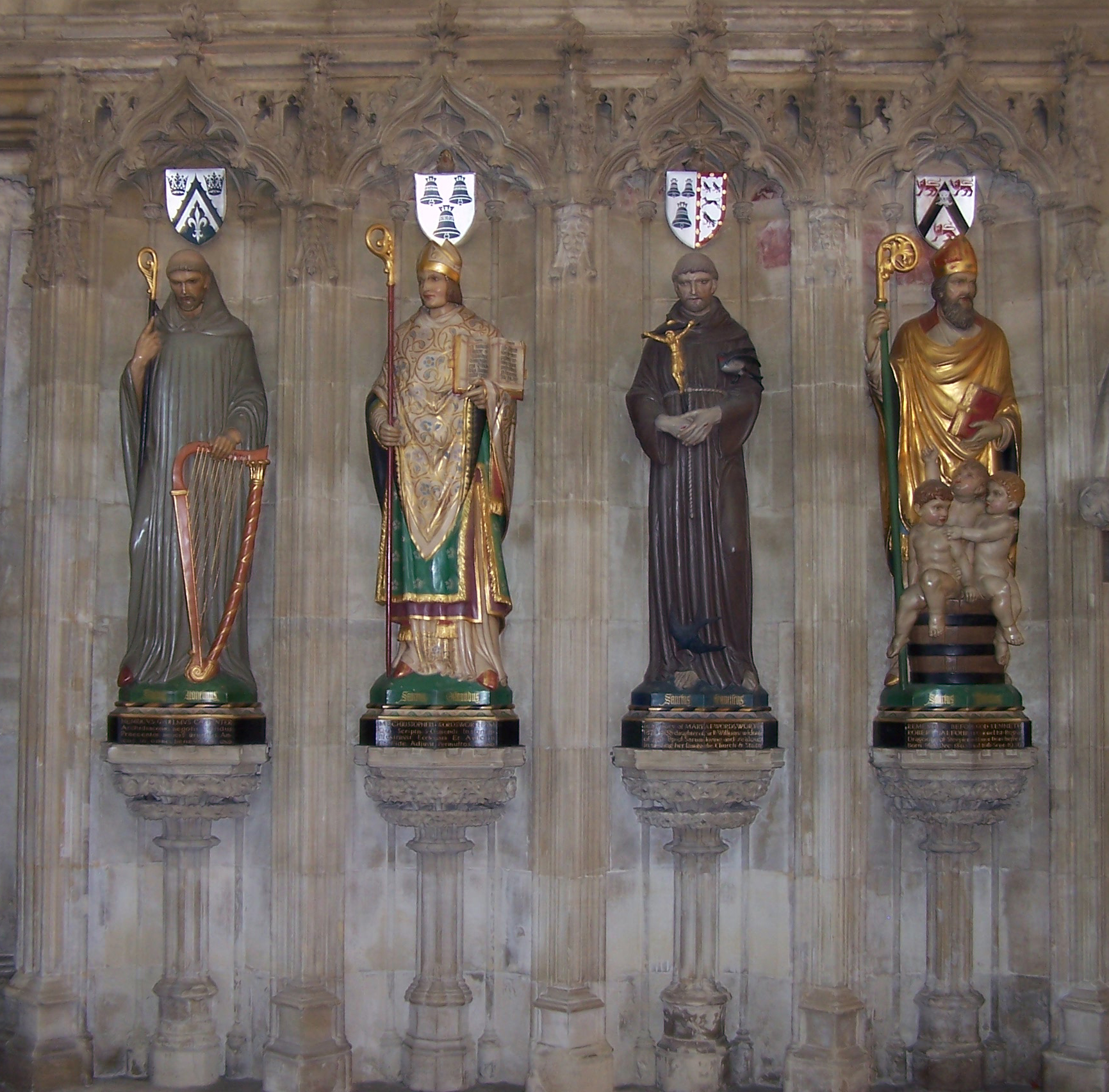
Imágenes en la catedral
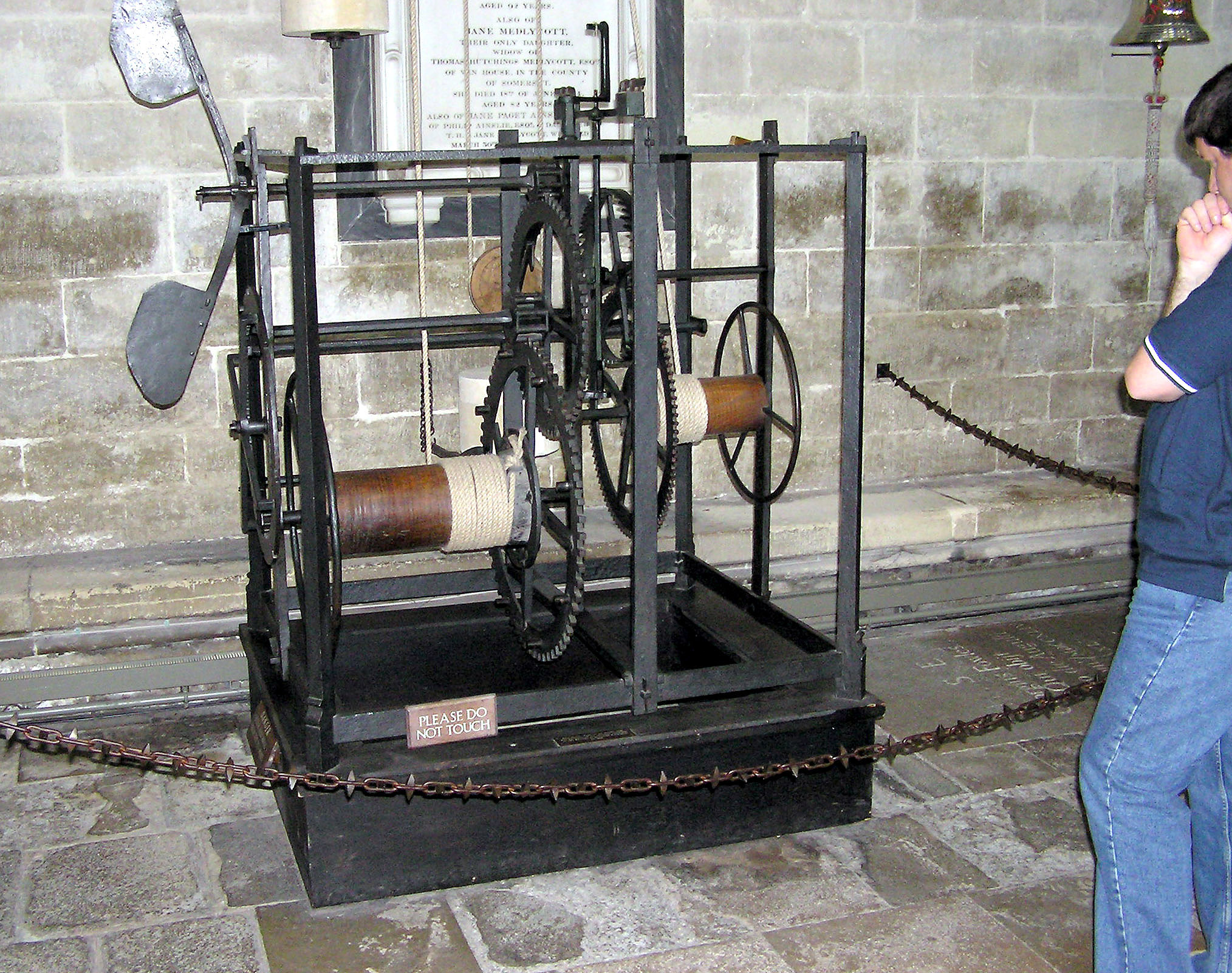
Reloj medieval
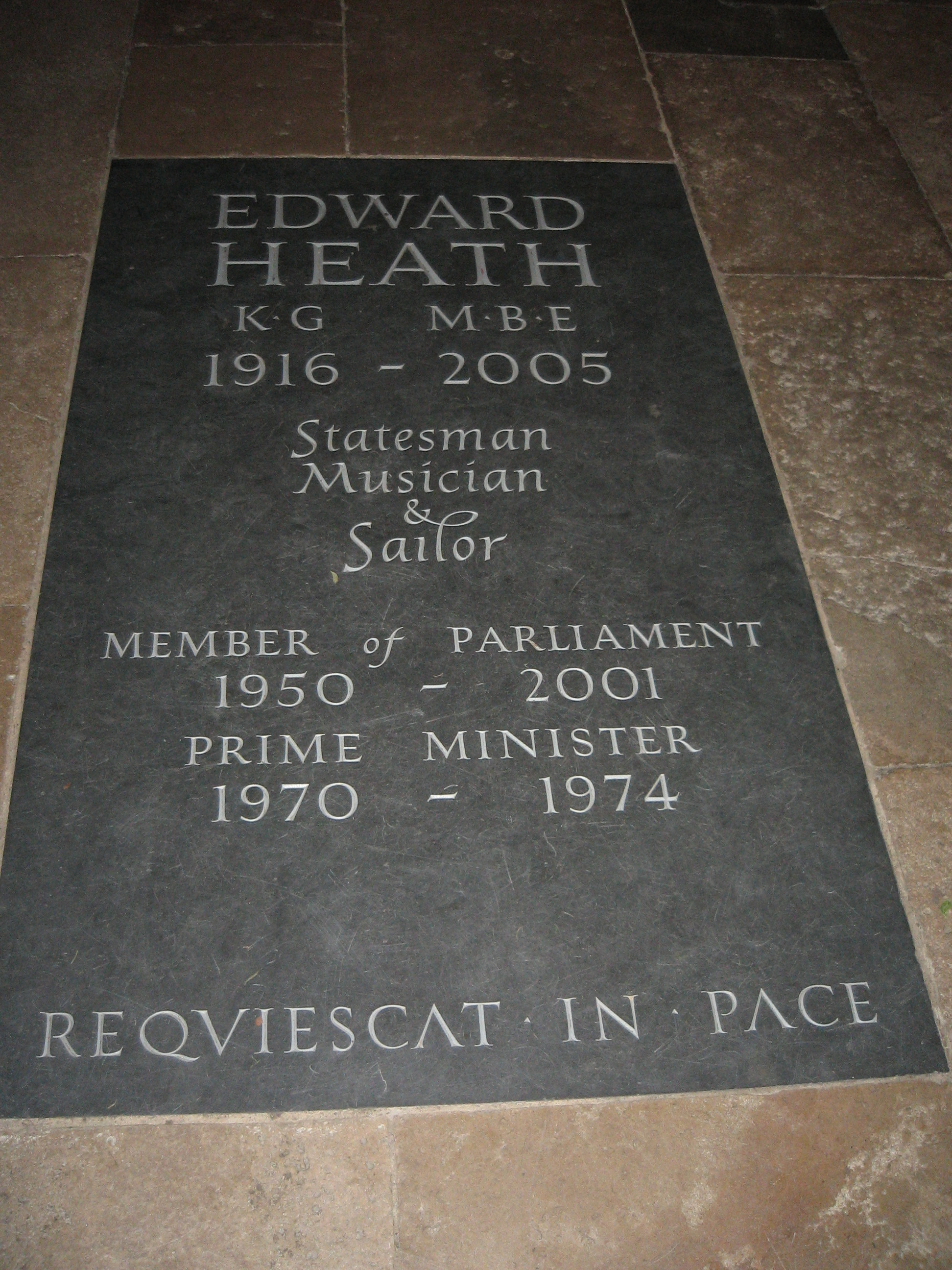
Monumento a Edward Heath
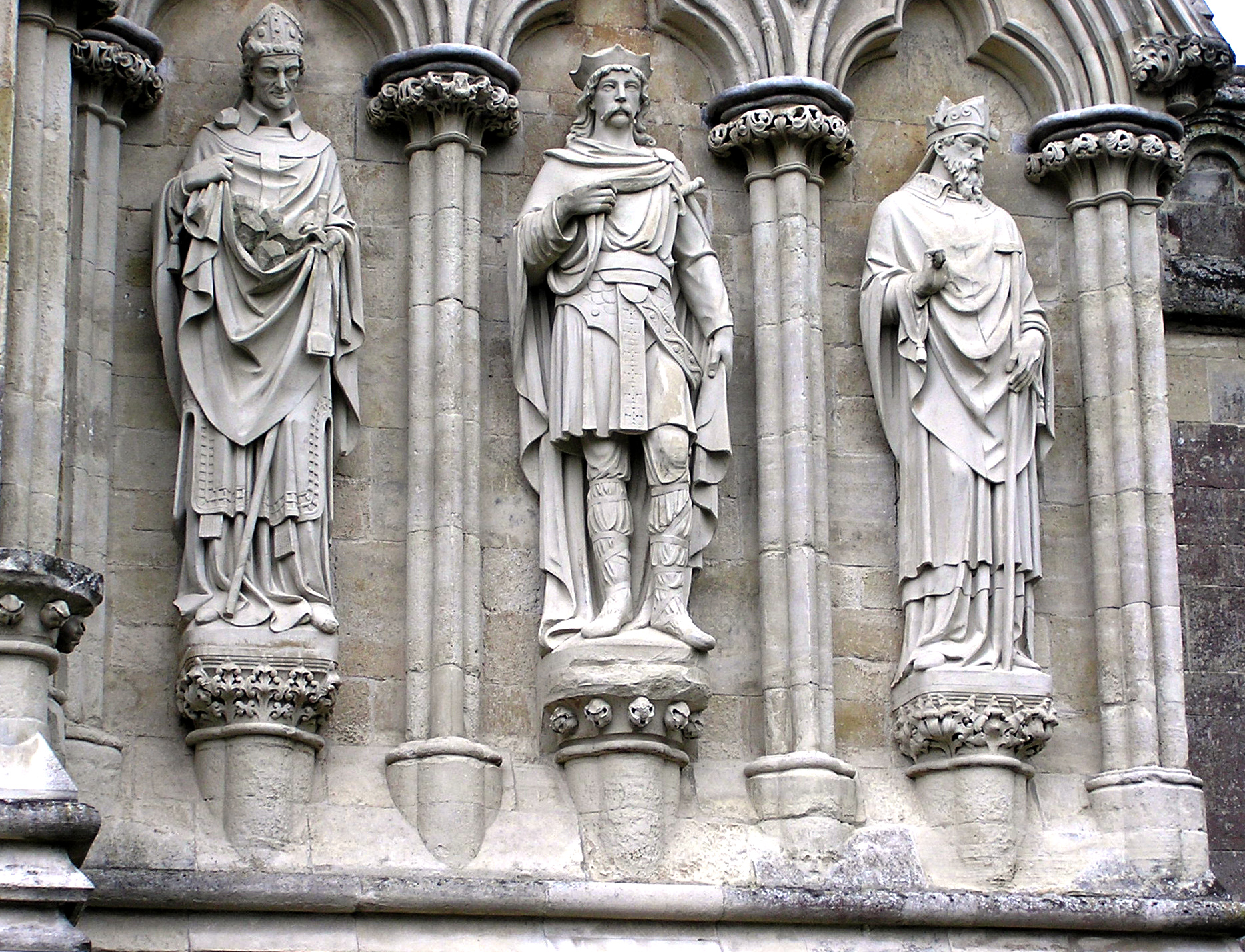
Detalle de una estatua en la fachada
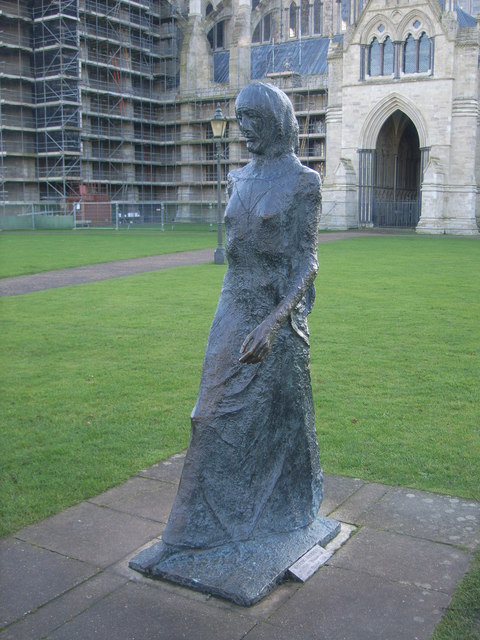
La Virgen Caminante de Elisabeth Frink
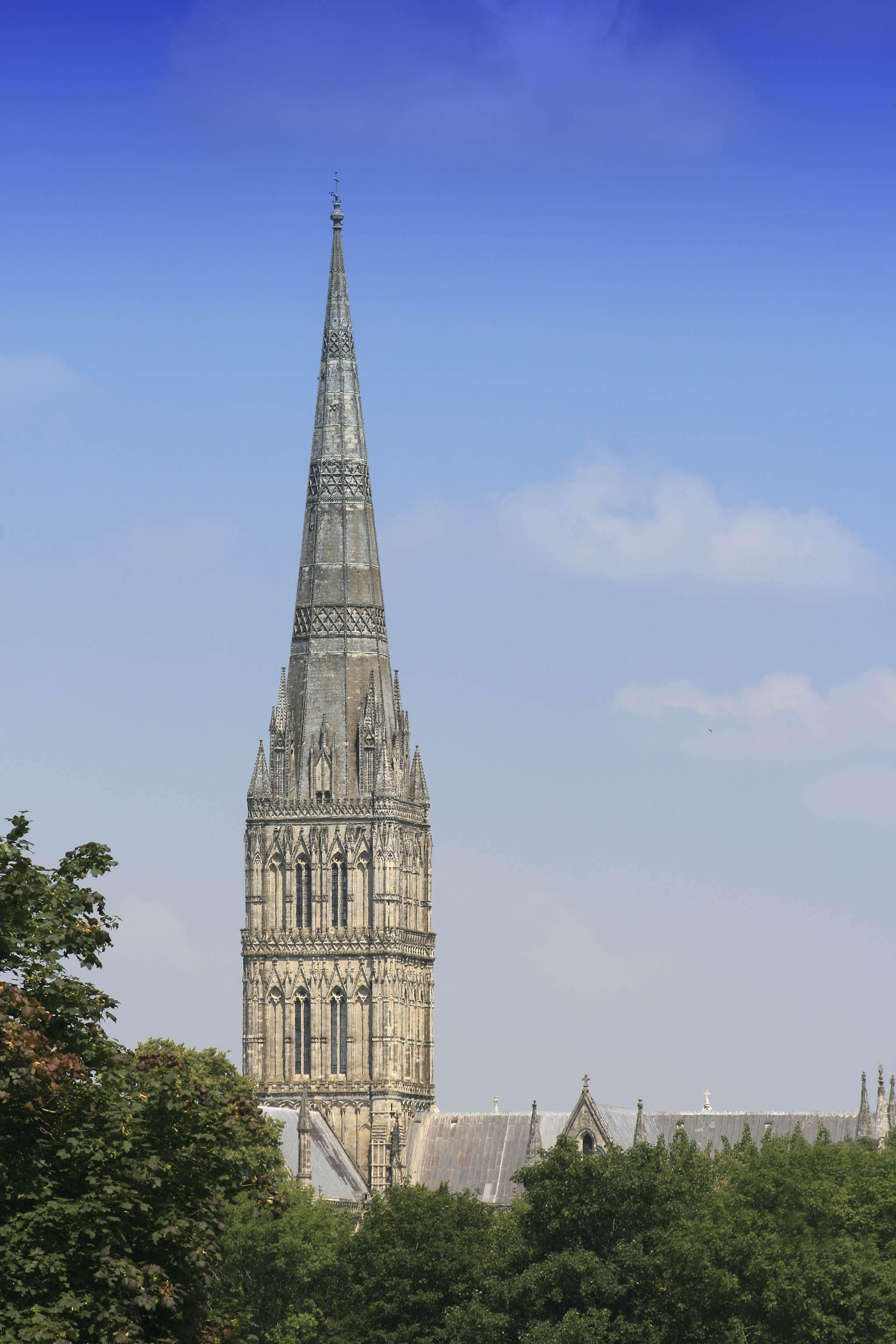
Catedral de Salisbury 2011